# Lagarto-de-folhiço
O Coleodactylus natalensis ou lagarto-de-folhiço é uma espécie de lagarto pertencente a família Sphaerodactylidae. Recentemente descrita, é endêmica do remanesecente de Mata Atlântica do Rio Grande do Norte. É uma espécie característica das florestas, sendo comumente encontrada por entre o folhiço, que constitui a serrapilheira do substrato da mata. Já foi observado que este animal apenas põe um ovo por ninhada, são diurnos, alimentam-se de isópodos, habita locais onde há pouca incidência solar, como uma forma de evitar a desidratação por ser uma espécie diminuta, assim como ocorre em Sphaerodactylus (López-Ortiz e Lewis, 2004). A ecologia dessa espécie ainda é pouco conhecida. O C. natalensis é conhecido como o menor lagarto das Américas (medindo em média de 22,2 mm de comprimento rostro-anal).